# Белорусский народный трибунал
Белорусский народный трибунал — белорусская общественная инициатива, занимающаяся сбором информации о преступлениях совершенных режимом Александра Лукашенко. Белорусский народный трибунал занимается подготовкой материалов для международного сообщества и будущего судебного процесса, а также разрабатывает программу помощи пострадавшим во время протестов в Беларуси 2020—2021 годах.
Публичными участниками инициативы являются бывший заместитель командира боевой группы антитеррористического управления МВД Беларуси Игорь Макар, а также бывший начальник СИЗО №1 города Минска Олег Алкаев.

## Деятельность
Белорусский народный трибунал провел независимое расследование убийства протестующего Александра Тарайковского, застреленного белорусским ОМОН во время протестов 10 августа 2020 года.
В январе 2021 года была обнародована аудиозапись 2012 года, на которой председатель КГБ Беларуси Вадим Зайцев поручил сотрудникам КГБ подготовить убийство противников режима Александра Лукашенко, в том числе журналиста Павла Шеремета. В 2016 году Павел Шеремет был убит в Киеве. Виновников убийства установить не удалось.

## Задачи и цели
- Расследование преступлений совершенных режимом Александра Лукашенко, в том числе преступлений связанным с похищениями, убийствами, а также выявление мест захоронений убитых. В том числе Юрия Захаренко, Виктора Гончара, Анатолия Красовского, Дмитрия Завадского.
- Сбор вещественных доказательств, свидетельских показаний и прочих улик позволяющих предъявить обвинение лицам виновным в совершении преступлений.
- Содействие в задержании лиц подозреваемых или виновных в совершении преступлений и передача их в соответствующие следственные органы Беларуси.
- Определение степени виновности лиц, занимавших государственные должности, содействовавших в совершении преступлений[7].

## Реакция властей
В июле 2022 года интернет-ресурс проекта внесли в Республиканский список экстремистских материалов. В 2024 году сначала в Беларуси был заблокирован сайт Беларусского народного трибунала был заблокирован, а затем сам проект был объявлен «экстремистским формированием».